# Luciano Nassyn
Luciano Alves do Nascimento mais conhecido como Luciano Nassyn  (São Paulo, 7 de julho de 1973) é um cantor brasileiro.
Luciano ficou conhecido após fazer parte do grupo infantil Trem da Alegria, que estourou nas paradas com os hits "Uni, Duni, Tê" e "É de Chocolate". Deixou o grupo em 1988, para seguir carreira solo. Em 1992, o cantor deixa o gênero pop teen para ingressar no rock, que  sempre foi seu gênero preferido. Em 2008 lançou seu segundo álbum de estúdio Um Algo Além.
Em 2013, assinou contrato com a gravadora Warner Music, e lançou seu terceiro álbum de estúdio Um Algo Além do Satélite.

## Carreira
O paulistano Luciano Alves do Nascimento, artisticamente conhecido como Luciano Nassyn, veio ao mundo no dia 7 de julho de 1973. Aos três anos de idade, começou a demonstrar seus dotes artísticos sob influência de cantores como Elvis Presley, Beatles e outros. Gravou seu primeiro single com a gravadora Crazy, aos 4 anos, em 1977. No single, inspirado por canções de autoria de seu pai (Nilo Alves do Nascimento) como “Pare, Olhe e viva”, música que relatava a imprudência no trânsito caótico da Cidade de São Paulo, começou uma breve turnê pelo país, apoiada pelas Companhias de Tráfego de todo o Brasil, e também fazia participações no programa infantil da época “Pullman Jr.” da Tia Iara, Clarice Amaral e do saudoso Dárcio Campos.
Em seguida, surgiu a Continental Disquinhos, com a qual gravou um compacto duplo com músicas de Chico Buarque, entre outros. A divulgação deste compacto duplo despertou o interesse de algumas agências de publicidade, entre elas a PRINT, da Tia Irani, que o ajudou a participar de mais de 150 comerciais e jingles para TV e rádio.O mais conhecido da época foi com certeza o contrato com a Danone, onde interpretou o famoso "agente danone" além de outros produtos como Brastemp, Estrela (empresa), Doriana, Nossa Caixa, Tabacow, Visconti, Pirelli, Black & Decker. Luciano começava a rodar o Brasil com um show eclético e cheio de atrações.
Na TV, participou de mini-séries como: Anarquistas, Graças a Deus e A Vereadora, idealizadas pela Rede Globo, e Razão de Viver e Escolinha do Bozo realizadas pelo SBT.

### A música
Os trabalhos mencionados anteriormente trouxeram experiência ao artista, mas o que ele queria era trabalhar com música. Com muitos shows pelo Brasil, mesmo sem ser conhecido de forma abrangente, se inscreveu no 1º Festival Internacional da Criança, realizado pelo SBT, creditado como Luciano Di Franco, alcançando o quarto lugar e despertando o interesse da gravadora RCA Victor (atual RCA Records). O SBT e a RCA realizaram um projeto com os integrantes que melhor colocação obtiveram, sendo assim integraram o álbum Patrícia Marx, Juninho Bill (com a Música “O Incrível Hulk”, de autoria de Luciano Nassyn e seu pai) e Luciano com a música "Rock da Lanchonete", que lhe cedeu o quarto lugar no festival.

### O Trem da Alegria
Após o Festival, Miguel Plopschi o recomendou para a gravação do LP Clube da Criança, junto com Patrícia Marx, Xuxa, Pelé, Carequinha, entre outros. O grande sucesso deste LP foi “É de Chocolate”, regravado por Xuxa nos anos de 1990. Patrícia e Luciano realizaram vários programas de TV e shows, como uma festa de confraternização na Quinta da Boa Vista – Rio de Janeiro – presenciado por um público de 120 000 pessoas.
Um ano depois, em 1985, com a entrada de Juninho Bill, formou-se o Trem da Alegria, cujo segundo álbum vendeu mais de um milhão de cópias. O Trem da Alegria fez vários programas para TV, turnês que rodaram o país, e apresentações em rádios locais. Os artistas foram encarregados de fazer o show de abertura do grupo porto-riquenho Menudo no Playcenter.
Já era de se esperar que em função da idade, pois estava com 15 anos, deixou o grupo em 1988.

### Outros caminhos
Entre 1988 e 1992, dedicou-se ao instrumento de sua paixão, aprofundando-se em execução, harmonia e composição. Paralelamente, aprimorou sua técnica vocal, o que hoje lhe permite lecionar guitarra e canto, além de criar arranjos para outros cantores.
No final de 1992, lançou seu primeiro álbum pós Trem da Alegria, o intitulado Luciano.Este LP contava com uma versão de "Have You Ever Seen The Rain", do Creedence, e músicas compostas por Ed Wilson, Carlos Colla, Marcos Valle, Paulo Sérgio Valle, Chico Roque e Augusto César. Esta época foi de grande valia, pois aprendeu a lidar com os problemas da vida. Seu disco solo não teve a divulgação esperada da gravadora, apesar do grande sucesso no interior de São Paulo e Nordeste, e acabou caindo no esquecimento em função de problemas pessoais.
Passados esses problemas, resolveu dar um tempo e conhecer a vida fora dos holofotes. Segundo ele: “... não posso escrever sobre aquilo que não vivi”. Luciano utilizou a experiência em comerciais para TV e rádio, para trabalhar como uma pessoa qualquer, sem o menor preconceito. “...Adoro o marketing... sem ele nada estaria em evidência....”, disse.

### O retorno à música
Seu retorno a música foi em 1996, quando um amigo de adolescência, André Gaba, resolveu formar uma dupla de Rock que se chamou Karakara. Foi o momento no qual Luciano percebeu que a música era sua vocação. Após vários shows, a dupla se desfez, e com várias músicas compostas, resolveu montar uma banda que se chamou Escravos de Jó. Luciano tocou em vários programas de TV, mas como o rock da banda era muito pesado, não conseguiu gravadora. Por volta do ano 2000, Luciano adotou o sobrenome artístico Nassyn, uma referência ao seu último nome verdadeiro (Nascimento).
Com um home-estúdio e pouco trabalho na noite, Luciano começou a tocar guitarra com a banda Legião Urbana Cover, que na época era assessorada por Luciano Moreno. A amizade entre os dois perduraria por anos. Fez vários show com a Legião e com uma banda de rockabilly que se chamava “Crazy Cats” e “The Fifty’s”.
Enquanto trabalhava como freelancer, sem imaginar que as pessoas ainda se lembravam de sua época no Trem da Alegria, Luciano compunha sem parar — mas suas músicas acabavam esquecidas na gaveta. Foi então que Ney Gomes o convidou para integrar a banda da cantora Yasmim, marcando o início de uma grande amizade. Na mesma época, Ney Gomes e Luciano Moreno iniciaram um projeto em casas noturnas de São Paulo. Luciano Nassyn, interessado, manifestou o desejo de participar. Ricardo Hortelã também se juntou ao grupo. Pouco depois, Luciano Moreno convidou Nassyn para fazer parte de seu novo projeto: “Luciano Moreno e Banda”.
Luciano Nassyn resolve agrupar seus conhecimentos de rock e de noite a um projeto acústico com seu amigo de infância Kayoh Norcia. O projeto tem o nome de “Acústico Rock” e pretende levar o melhor do Rock internacional e nacional para todo o Brasil.
Em fevereiro de 2005, lança seu site oficial com fotos, vídeos,  músicas, agenda de shows entre outros e apresenta suas músicas de trabalho, "Chorando Calado" e "Vê se Olha para Mim". Em março do mesmo ano participa de vários eventos dedicados aos anos de 1980 (Trash 80, Ploc, Playmobil) e de vários Programas de rádio e de TV (Pânico, Radio Nativa, TV Gazeta, entre outras..)
Em 2013, o artista assinou contrato com a gravadora Warner Bros, e anunciou para o portal Purepeople, do MSN, que em março de 2014, iria lançar seu novo álbum de estúdio, intitulado Um Algo Além do Satélite.

## Discografia
| Com o Trem da Alegria | Com o Trem da Alegria                | Com o Trem da Alegria | Com o Trem da Alegria | Com o Trem da Alegria |
| Ano                   | Título                               | Formato(s)            | Gravadora(s)          |                       |
| --------------------- | ------------------------------------ | --------------------- | --------------------- | --------------------- |
| 1983                  | 1º Festival Internacional da Criança | LP, K7                | RCA/BMG               |                       |
| 1984                  | Clube da Criança                     | LP, K7                | RCA/BMG               |                       |
| 1985                  | Trem da Alegria do Clube da Criança  | LP, K7                | RCA/BMG               |                       |
| 1986                  | Trem da Alegria                      | LP, K7                | RCA/BMG               |                       |
| 1987                  | Trem da Alegria                      | LP, K7                | RCA/BMG               |                       |
| 1988                  | Trem da Alegria                      | LP, K7                | RCA/BMG               |                       |
| 1992                  | Trem da Alegria                      | LP, K7 e CD           | RCA/BMG               |                       |

| Solo | Solo                     | Solo                            | Solo               | Solo |
| Ano  | Título                   | Formato(s)                      | Gravadora          |      |
| ---- | ------------------------ | ------------------------------- | ------------------ | ---- |
| 1977 | Luciano                  | LP compacto, K7                 | Crazy Discos       |      |
| 1979 | Luciano                  | LP compacto, K7                 | Continental Discos |      |
| 1992 | Luciano                  | LP, K7 e CD                     | BMG                |      |
| 2008 | Um Algo Além             | CD e download digital           | Independente       |      |
| 2014 | Um Algo Além do Satélite | CD, download digital, streaming | Warner Music       |      |

| Singles | Singles     | Singles          | Singles      | Singles |
| Ano     | Título      | Formato(s)       | Gravadora    |         |
| ------- | ----------- | ---------------- | ------------ | ------- |
| 2013    | Cara de Pau | download digital | Warner Music |         |